# O Captain! My Captain!

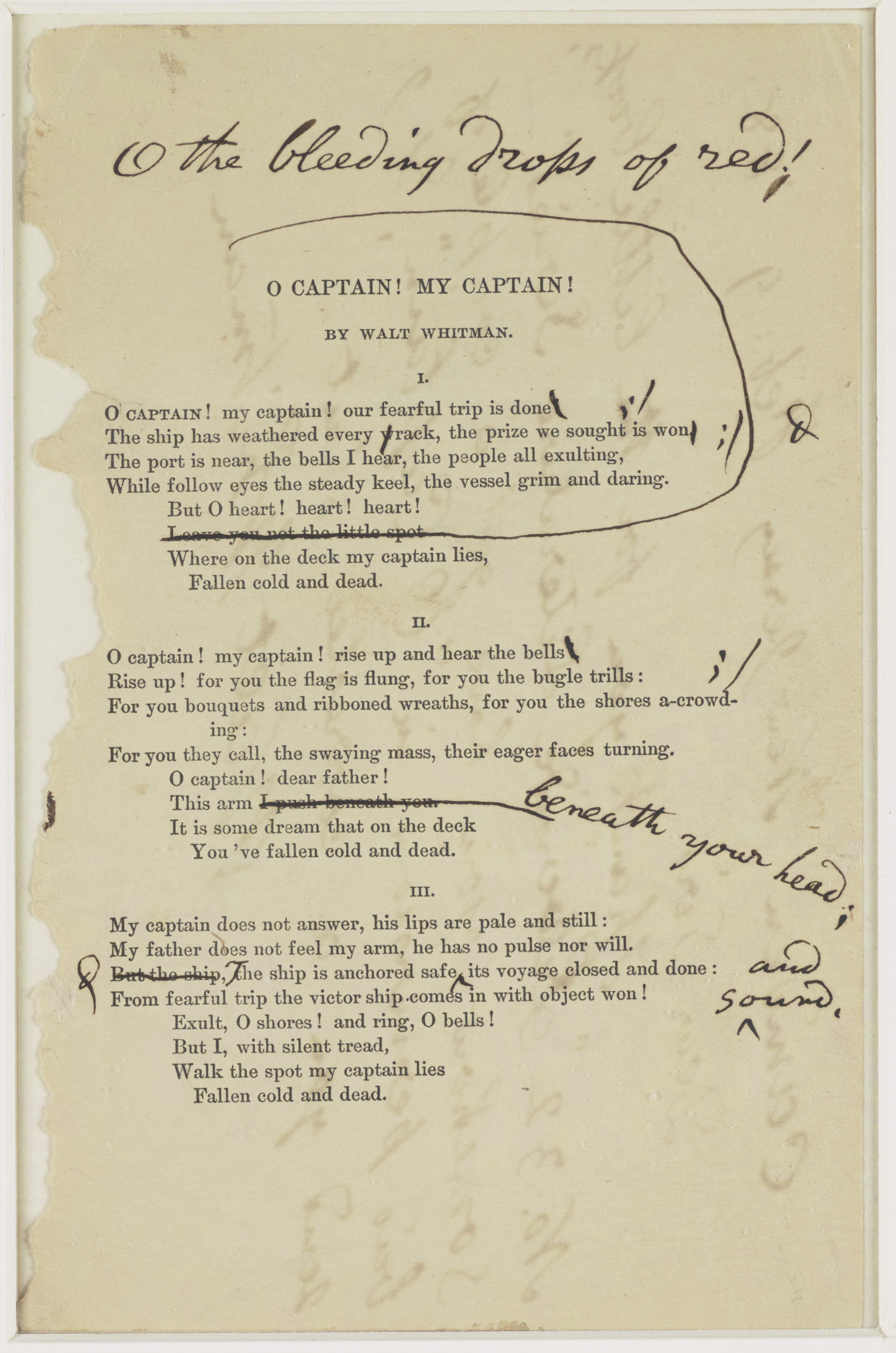
Notas de Whitman para uma revisão de "O Captain! My Captain!"

"O Captain! My Captain!"  é um poema metafórico, escrito em 1865 por Walt Whitman, relativo à morte do Presidente dos Estados Unidos Abraham Lincoln.

## Análise
Walt Whitman escreveu o poema depois do assassinato de Abraham Lincoln. Repetidas referências metafóricas são feitas a esta questão durante todo o verso. O "navio" de que fala é a intenção de representar os Estados Unidos da América, enquanto a sua "viagem terrível", lembra os problemas da Guerra Civil Americana. O personagem titular "Capitão" é o próprio Lincoln.
Com uma métrica convencional e esquema de rimas, o que é incomum para Whitman, foi o único poema antológico durante a vida de Whitman.

## O poema
O Captain! my Captain! our fearful trip is done;

The ship has weathered every rack, the prize we sought is won;

The port is near, the bells I hear, the people all exulting,

While follow eyes the steady keel, the vessel grim and daring:

But O heart! heart! heart!
O the bleeding drops of red,
Where on the deck my Captain lies,
Fallen cold and dead.
O Captain! my Captain! rise up and hear the bells;

Rise up—for you the flag is flung—for you the bugle trills;

For you bouquets and ribboned wreaths—for you the shores a-crowding;

For you they call, the swaying mass, their eager faces turning;
Here Captain! dear father!
This arm beneath your head;
It is some dream that on the deck,
You’ve fallen cold and dead.
My Captain does not answer, his lips are pale and still;

My father does not feel my arm, he has no pulse nor will;

The ship is anchored safe and sound, its voyage closed and done;

From fearful trip, the victor ship, comes in with object won;
Exult, O shores, and ring, O bells!
But I, with mournful tread,
Walk the deck my Captain lies,
Fallen cold and dead.

## Versão moderna
Em 1996, a poetisa Naomi Shemer traduziu o poema para o hebraico, e escreveu música para ela. Isso foi feito, além de várias traduções anteriores, a fim de marcar o aniversário de morte do primeiro-ministro israelense Yitzhak Rabin que teve lugar um ano antes, em 1995.
A música é comumente realizada no dia em memória a Yitzhak Rabin em todo Israel.

## Na cultura popular
O filme de 1989 Sociedade dos Poetas Mortos também faz repetidas referências ao poema, especialmente quando o professor John Keating (Robin Williams) diz aos seus alunos que eles podem chamar-lhe de "O Captain! My Captain!" . Ao fim do filme, os alunos mostram seu apoio à Keating recém-demitido em desafio contra o diretor da escola, chamando a frase na sala de aula.
Em 2007, o video game Mass Effect também faz referências ao poema em várias ocasiões. Membro do esquadrão Ashley Williams refere-se ao protagonista, o Comandante Shepard, como "O Captain! My Captain!" como um sinal de respeito. Durante várias conversas entre Williams e Shepard, Williams recita versos do poema.
Em Full House 6, no episódio intitulado "Educar Jesse" aparece o Tio Jesse lutando para recitar "O Captain! My Captain!" da memória.
Na temporada de Uma Família da Pesada 4, Episódio 2 "Fast Times at Buddy Cianci Jr. High" (data de estreia 8 de maio de 2005), Brian é forçado a ensinar Inglês no ensino fundamental. Quando Brian diz ao alunos que irão trabalhar em empregos de nível inferior, recitam "O Captain! My Captain!" numa cena semelhante à da Sociedade dos Poetas Mortos.
Na 5ª temporada de How I Met Your Mother, no episódio "Robin 101", Barney faz uma referência ao poema chamando Ted de "O Captain! My Captain!", fazendo referência à cena de Sociedade dos Poetas Mortos.
Os seriados Suits (3a temporada) e House of Lies (5a temporada) também fizeram referência ao poema.